# Открытый чемпионат Франции по теннису 2015

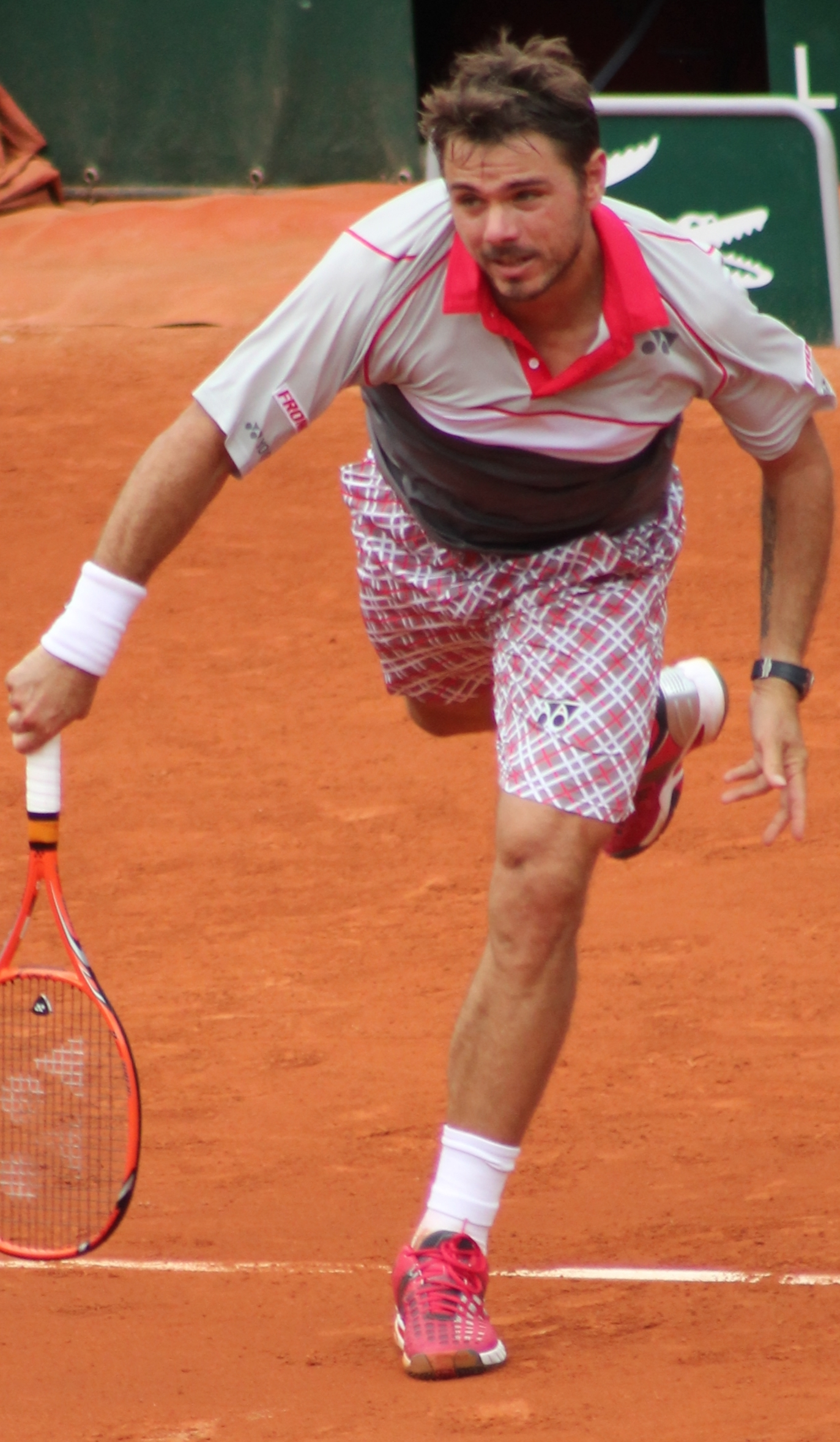
Победитель мужского одиночного турнира 2015 года Стэн Вавринка

Открытый чемпионат Франции по теннису 2015 года — 114-й розыгрыш ежегодного профессионального теннисного турнира серии Большого шлема, проводящегося во французском Париже на кортах местного теннисного центра «Roland Garros». Традиционно выявляются победители соревнования в девяти разрядах: в пяти — у взрослых и четырёх — у старших юниоров.
В 2015 году матчи основных сеток прошли с 24 мая по 7 июня. Соревнование традиционно завершало основной сезон турниров серии на данном покрытии.

## Соревнования

### Взрослые

#### Мужчины. Одиночный турнир
Станислас Вавринка обыграл  Новака Джоковича со счётом 4-6, 6-4, 6-3, 6-4.
- Вавринка выигрывает свой 1-й турнир в сезоне и 2-й за карьеру на соревнованиях серии.
- Джокович уступает все три своих финала на французском турнире серии.

#### Женщины. Одиночный турнир
Серена Уильямс обыграла  Луцию Шафаржову со счётом 6-3, 6-7(2), 6-2.
- Уильямс выигрывает свой 2-й турнир в сезоне и 20-й за карьеру на соревнованиях серии.
- представительница Чехословакии и Чехии добралась до финала на французском соревновании серии впервые с 1981 года.

#### Мужчины. Парный турнир
Иван Додиг /  Марсело Мело обыграли  Боба Брайана /  Майка Брайана со счётом 6-7(5), 7-6(5), 7-5.
- представитель бывшей СФРЮ побеждает на турнире серии впервые с 2010 года, а Южной Америки — впервые с 2008.

#### Женщины. Парный турнир
Бетани Маттек-Сандс /  Луция Шафаржова обыграли  Кейси Деллаккву /  Ярославу Шведову со счётом 3-6, 6-4, 6-2.
- впервые с 2010 года одна и та же пара выигрывает два стартовых соревнования серии в рамках сезона.

#### Микст
Бетани Маттек-Сандс /  Майк Брайан обыграли  Луцию Градецкую /  Марцина Матковского со счётом 7-6(3), 6-1.
- Маттек-Сандс выигрывает 1-й титул в сезоне и 2-й за карьеру на соревнованиях серии.
- Брайан выигрывает 1-й титул в сезоне и 4-й за карьеру на соревнованиях серии.

### Юниоры

#### Юноши. Одиночный турнир
Томми Пол обыграл  Тейлора Фрица со счётом 7-6(4), 2-6, 6-2.
- впервые с 2002 года оба финалиста турнира представляли одну страну.

#### Девушки. Одиночный турнир
Паула Бадоса Хиберт обыграла  Анну Калинскую со счётом 6-3, 6-3.
- представительница Испании выигрывает турнир серии впервые с 1999 года.

#### Юноши. Парный турнир
Альваро Лопес Сан-Мартин /  Хауме Мунар обыграли  Уильяма Блумберга /  Томми Пола со счётом 6-4, 6-2.
- испанская мононациональная пара побеждает на турнирах серии впервые с 2011 года.

#### Девушки. Парный турнир
Мириам Колодзиёва /  Маркета Вондроушова обыграли  Каролину Доулхайд /  Катерину Стюарт со счётом 6-0, 6-3.
- впервые с 2006 года одна и та же пара выигрывает два стартовых соревнования серии в рамках сезона.